# 太空終界
《太空終界》是一部美國太空歌劇動畫劇集，由獨立網路製作人歐蘭·羅傑斯和大衛·薩克斯擔任節目統籌創作。該系列主要描述一位名叫蓋瑞（Gary）的太空人和他的外星朋友月餅（Mooncake）試圖解決「太空終界」的奧秘，並為此經歷了一連串的冒險。
《太空終界》最初於2018年2月15日透過Reddit首映。當天晚些，前兩集在TBS網站和應用程式上播放。該動畫於2018年2月17日在TBS的姊妹頻道TNT上先行試看。《太空終界》第一季於2018年2月26日在TBS首播。第二季於2019年6月24日在TBS的姊妹頻道Adult Swim上播出。第三季於2021年3月20日首播。該劇的製作人歐蘭·羅傑斯於2021年9月10日在YouTube上宣佈該劇已被取消，而第三季將會是最終季。

## 劇情
被判刑的年輕男子蓋瑞在太空船「銀河一號（Galaxy One）」獨自服刑，陪伴他的只有人工智能修（HUE）和防止他精神失常的陪伴機器人凱文（KVN）。某日，當蓋瑞的刑期即將到期時，一隻神秘的外星生物「月餅（Mooncake）」突然出現，為他的生活帶來巨大的轉變，展開了一連串的冒險。

## 角色
| 角色              | 角色              | 配音               | 登場季度        | 登場季度        | 登場季度        |
| 角色              | 角色              | 配音               | 1               | 2               | 3               |
| 主要角色          | 主要角色          | 主要角色           | 主要角色        | 主要角色        | 主要角色        |
| ----------------- | ----------------- | ------------------ | --------------- | --------------- | --------------- |
| 蓋瑞·古斯比       | 蓋瑞·古斯比       | 歐蘭·羅傑斯        | 主演            | 主演            | 主演            |
| 月餅              | 月餅              | 歐蘭·羅傑斯        | 主演            | 主演            | 主演            |
| 總司令傑克        | 總司令傑克        | 大衛·田納特        | 主演            | 客串            | 主演            |
| 阿瓦卡托          | 阿瓦卡托          | 科提·加洛          | 主演            | 客串            | 主演            |
| 小卡托            | 小卡托            | 史蒂文·連          | 主演            | 主演            | 主演            |
| 修                | 修                | 湯姆·肯尼          | 主演            | 主演            | 主演            |
| 奎恩·艾岡         | 奎恩              | 蒂卡·桑普特        | 主演            | 客串            | 主演            |
| 奎恩·艾岡         | 夜幕              | 蒂卡·桑普特        | 主演            | 主演            | 客串            |
| 凱文              | 凱文              | 弗雷德·阿米森      | 主演            | 主演            | 主演            |
| 艾希·葛拉文       | 艾希·葛拉文       | 艾許莉·伯奇        | Does not appear | 主演            | 主演            |
| 雪兒·古斯比       | 雪兒·古斯比       | 克勞迪婭·布萊克    | Does not appear | 主演            | 主演            |
| 福克斯            | 福克斯            | 朗·方雀斯          | Does not appear | 主演            | 主演            |
| 克萊倫斯·波克維茲 | 克萊倫斯·波克維茲 | 康納·歐布萊恩      | 客串            | 主演            | 客串            |
| 艾娃              | 艾娃              | 珍·林奇            | Does not appear | 主演            | 客串            |
| 波羅              | 波羅              | 基思·大衛          | 客串            | 客串            | 主演            |
| 不朽者            | 不朽者            | 凡妮莎·瑪莎        | 客串            | 常設            | 主演            |
| 比斯吉            | 比斯吉            | 歐蘭·羅傑斯        | Does not appear | Does not appear | 主演            |
| 艾芙拉            | 艾芙拉            | 雅斯曼·薩沃伊·布朗 | Does not appear | Does not appear | 客串            |
| 常設角色          |                   |                    |                 |                 |                 |
| 特萊伯·梅內迪     | 特萊伯·梅內迪     | 歐蘭·羅傑斯        | 常設            | 常設            | 常設            |
| 大衛·德文特       | 大衛·德文特       | 歐蘭·羅傑斯        | 常設            | 常設            | 常設            |
| 約翰·古斯比       | 約翰·古斯比       | 朗·帕爾曼          | 常設            | 客串            | Does not appear |
| Shannon Thunder   | Shannon Thunder   | Shannon Purser     | 常設            | 常設            | Does not appear |
| SAMES             | SAMES             | 湯姆·肯尼          | 常設            | Does not appear | Does not appear |
| Hushfluffles      | 陶德·H·華森       | 艾倫·圖克          | Does not appear | 常設            | 常設            |
| 奧瑞斯克斯        | 奧瑞斯克斯        | 克里斯多夫・賈基   | Does not appear | 常設            | 常設            |
| 阿拉克尼泰克蜘蛛  | 阿拉克尼泰克蜘蛛  | Phil LaMarr        | Does not appear | 常設            | 常設            |
| Quatronostro      | Quatronostro      | 奧斯卡·蒙托亞      | Does not appear | Does not appear | 常設            |
| 凱文·范·牛頓      | 凱文·范·牛頓      | 湯姆·肯尼          | Does not appear | Does not appear | 常設            |
| 艾芙莉·艾岡       | 艾芙莉·艾岡       | Krystal Joy Brown  | Does not appear | Does not appear | 客串            |

### 主要角色
- 蓋瑞·古斯比（Gary Goodspeed，歐蘭·羅傑斯（英语：Olan Rogers）配音；年幼：迦勒·麥羅林配音）[5]

地球人。本座主人翁。個性放蕩不羈、我行我素，喜歡開玩笑。初登場是個罪犯，因為了吸引奎恩而冒充成無疆守護的飛行員但被識破，被法院判刑囚於太空船上服刑五年。在和月餅成為朋友後遭到總司令追緝，並也為此失去了左手（改以機械手臂代替）。之後並與同伴們展開討伐總司令的冒險。第一季第七集刑期已滿，但夜幕告訴他不能離開銀河一號，不然他自己和月餅都有危險，蓋瑞為了保護月餅而選擇留下，想要阻止總司令的邪惡計畫卻兩敗俱傷，其後被太空垃圾車掃走並被丟進垃圾場，遇到克萊倫斯。為了救回奎恩而再度與一行人尋找五把維度之鑰以解除波羅的封印前往「太空終界」，並如願與奎恩再次相見，但卻再度碰上不朽者。
- 月餅（Mooncake，歐蘭·羅傑斯配音）

由太空終界的縫裂力量與反物質炸藥產生的物質結合所產生，被稱作「行星殺手」和「E-351」的生物。曾是總司令的目標（為了開啟太空終界）。不會說人話，只會說出「Chookity」等單詞。「月餅」一名由蓋瑞所取（取自他小時候飼養的毛毛蟲）。總司令事件後，阿拉克尼泰克蜘蛛避免太空終界被釋放、危害到宇宙的平衡，因而將月餅抓去修復裂縫，並向蓋瑞等人說明月餅的來歷，最後月餅自行修補。
- 凱文（KVN，弗雷德·阿米森配音）[6]

防止蓋瑞精神失常的陪伴機器人，因煩人的個性而被蓋瑞厭惡，現與蓋瑞一行人行動。第二季因為要拯救垂死的福克斯自己拔下防止精神錯亂的三鈦合金。
- 修（H.U.E，湯姆·肯尼配音）[7]

原先為太空船上「銀河一號」的人工智能兼導航員，銀河一號解體後，在太空垃圾車上獲得了機器人的身軀。現與蓋瑞一行人行動。
- 奎恩·艾岡／夜幕（Quinn Airgone／Nightfall，蒂卡·桑普特配音）

無疆守護的一員，個性強悍，蓋瑞心儀的對象，為了阻止總司令的計畫使用反物質炸藥封閉「太空終界」，卻也使自己被困在太空終界中。而夜幕則是另一個平行世界的奎恩，並在「內太空」成為「第六把維度之鑰」的犧牲品以解除波羅的封印。蓋瑞一行人來到「太空終界」後與蓋瑞再次相見。
- 阿瓦卡托（Avocato，科提·加洛威配音）

來自凡特克西的賞金獵人，有著人形貓的外型。曾經為總司令大軍的統帥，四處殺人放火，直到總司令開始強迫他殺死小卡托，從此他也厭惡總司令。為了救被囚禁的兒子而從事賞金獵人工作，後與蓋瑞偶然相遇並成為朋友。隨後成功讓小卡托脫離總司令的手掌心，卻也因此犧牲了自己的性命，又被蓋瑞等人穿越時空救回。不過因重傷而喪失記憶，甚至忘了小卡托是他的兒子，隨後又恢復記憶，卻無意間被不朽者附身。在蓋瑞等人解放波羅期間因為艾希的超能力而將不朽者從其身體中驅離。
- 小卡托（Little Cato，史蒂文·連配音）

阿瓦卡托的兒子，為凡特克西人。身手矯健，十分在意他的父親。第二季迫於無奈下射殺被不朽者附身的阿瓦卡托，解開心結後認蓋瑞為養父。以前總司令為滿足自己的野心而將小卡托囚禁，因此極度厭惡總司令。與福克斯關係惡劣，只因為雙方種族的祖先曾爆發一場千年戰爭後留下的仇恨。
- 特萊伯·梅內迪（Tribore Menendez，歐蘭·羅傑斯配音）

反抗軍領袖，現與蓋瑞一同行動。前為無疆守護的一員，奎恩的自大同伴。
- 克萊倫斯（Clarence，康納·歐布萊恩配音）[6]

「兆壓」的小店老闆、商務人士，飛船「緋紅之光」的所有者。以蓋瑞身為他"垃圾場的所有物"為由同行，貪得無厭、自大好色、喜歡雪兒。後被雪兒要求偷走維度之鑰但被拋棄，最後請求蓋瑞等人重新接納自己，但因為大家已對他失去信任而將他留在城市裡。
- 艾希·葛拉文（Ash Graven，艾許莉·伯奇配音）

克萊倫斯的養女，因失去妹妹而覺醒了超能力。
- 福克斯（Fox，朗·方雀斯（英语：Ron Funches）配音）

崔武爾人。克萊倫斯的養子，右手裝有機槍。個性膽小怕生，與小卡托關係惡劣，只因為雙方種族的祖先曾爆發一場千年戰爭後留下的仇恨。
- 艾娃（A.V.A.，珍·林奇配音）

飛船「緋紅之光」的人工智能系統。後期羨慕修有自由行動的身體，曾下載到他的身體一起行動。
- 雪兒·古斯比（Sheryl Goodspeed，克勞迪婭·布萊克配音）

蓋瑞的母親，宇宙臭名昭彰的罪犯，身手矯捷。前身為組織間諜，為獲取情報接近約翰，但卻愛上他並生下蓋瑞，最後因為身分曝光憤而逃走。被奧瑞斯克斯慫恿去搶維度之鑰換取約翰的回頭，後被特萊伯說服加入蓋瑞一夥。

### 總司令陣營
- 總司令／傑克（Lord Commander / Jack，大衛·田納特配音）

曾與約翰·古斯比是好朋友。身形矮小，但擁有強大的念力，企圖奪取月餅並開啟「太空終界」，雖成功開啟但結果不如自己所預期，造成兩敗俱傷。後被夜幕殺死，而不朽者帶走其軀體並讓其復活。第三季中成為泰坦巨獸，但最後因背叛不朽者而遭封印。
- 特克（Terk，約翰·迪·馬吉歐配音）

賞金獵人，被總司令僱用。

### 泰坦巨獸
- 波羅（Bolo，基思·大衛（英语：Keith David）配音）

泰坦巨獸，長著六隻手臂。原被封印在「內太空」裡，後因蓋瑞等人使用維度之鑰解除了祂的封印，並帶著蓋瑞一行人進入太空終界。遠古時期，不朽者控制了宇宙中所有的泰坦，僅有波羅不受不朽者的影響，後將不朽者與其他被控制的泰坦封印在太空終界裡。
- 阿拉克尼泰克蜘蛛（Arachnitects）

泰坦巨獸。由「至高無上的生物」所創造，也是太空終界及其他泰坦巨獸的創造者們。
- 奧瑞斯克斯（Oreskis，克里斯多夫・賈基（英语：Christopher Judge）配音）

泰坦巨獸。慫恿雪兒去搶維度之鑰換取約翰的回歸。
- 不朽者（Invictus，凡妮莎·瑪莎（英语：Vanessa Marshall）配音）

宇宙中的惡魔，試圖破壞太空終界的封印，同時拉攏波羅外的其他泰坦，後找上蓋瑞而附身阿瓦卡托。

### 其他角色
- 陶德·H·華森（Todd H.Watson，艾倫·圖克配音）

宇宙能源站持有人，靠生物的快樂能量供給宇宙能源。因蓋瑞無法阻止地球毀滅，家人被犧牲而憎恨他，為了報仇曾與雪兒合作。
- 約翰·古斯比（John Goodspeed，朗·帕爾曼配音）[8]

蓋瑞的父親，在一場太空任務中為了封印太空終界的縫裂而身亡，意外創造出月餅。曾與傑克（總司令）是好朋友。

## 製作與發行
《太空終界》的創意源於2010年中期。歐蘭·羅傑斯上傳了一部名為《Gary Space》的動畫計劃的第一集（預計共10集）到他個人的YouTube頻道。該項目進行至第三集時，羅傑斯在Facebook上解釋，他和該劇的藝術家丹·布朗（Dan Brown）因時間安排上的衝突而將分開。2013年4月30日，羅傑斯證實，自己將重啟並製作一季的《Gary Space》劇集。兩年後，羅傑斯透露，《Gary Space》重啟將作為卡通頻道的緩衝節目用短片。
2016年初，羅傑斯宣布，該動畫改名為《太空終界》（Final Space），並在他的YouTube頻道上釋出了該短片的截圖。《太空終界》的試播在羅傑斯的YouTube頻道上釋出，並獲得了930萬人次的觀看次數。該影片引起了知名主持人康納·歐布萊恩的注意，並邀請羅傑斯到洛杉磯將《太空終界》推薦給TBS，而歐布萊恩和《歪星撞地球》的製片人大衛·薩克斯也將加入擔任執行製片人。為了平衡羅傑斯在這個行業的經驗不足，因此歐布萊恩帶來了薩克斯來協助他，同時也會擔任該動畫的創作者。傑克·西德維爾（Jake Sidwell）與謝爾比·梅利（Shelby Merry）將會擔任配樂的作曲家。在工作兩週後，羅傑斯和薩克斯將作品呈交給TBS、喜劇中心、FOX、FX、YouTube和Fullscreen；這六家公司皆希望能獲得該動畫的版權，並在經過競標後，由TBS獲得了《太空終界》的播放權。
2018年5月7日，《太空終界》續訂第二季，此後羅傑斯確認共13集，且第三季於2019年9月30日開始製作。
第二季於2019年6月24日改在TBS的姊妹頻道Adult Swim上播出。

### 未來
當在Twitter上討論到關於該劇的長度時，羅傑斯曾表示他所構想的元素材料值得推出長達六季，包含《太空終界》的結局，以防該劇將來被迫提前完結。 2021年9月10日，羅傑斯在YouTube上宣佈《太空終界》被取消了，第三季會是該動畫的最後一季。
2022年4月10日，羅傑斯在個人推特上透露，未來可能會為本劇播出長達一小時的特輯為本劇收尾。同年5月11日，羅傑斯表示他仍努力完結本劇，同時表示他對本劇被取消的消息感到難過。

## 集數
| 季數   | 集数   | 集数   | 首播日期      | 首播日期      | 首播日期   |
| 季數   | 集数   | 集数   | 首映          | 季终          | 电视网     |
| ------ | ------ | ------ | ------------- | ------------- | ---------- |
| 試播集 | 試播集 | 試播集 | 2016年4月6日  | 2016年4月6日  | YouTube    |
| 1      | 10     | 10     | 2018年2月26日 | 2018年5月7日  | TBS        |
| 2      | 13     | 13     | 2019年6月24日 | 2019年9月23日 | Adult Swim |
| 3      | 13     | 13     | 2021年3月20日 | 2021年6月14日 | Adult Swim |

## 外部連結
- 官方网站
- 互联网电影数据库（IMDb）上《Final Space》的资料（英文）